# Arturo Graf

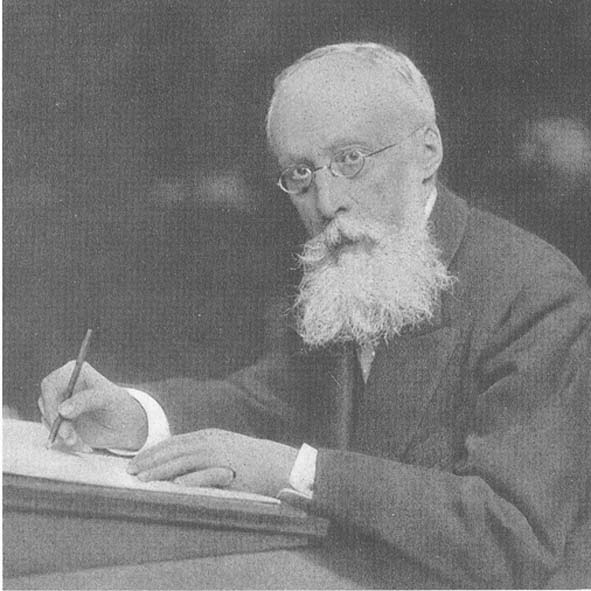
Arturo Graf

Arturo Graf (* 19. Januar 1848 in Athen, Griechenland; † 31. Mai 1913 in Turin) war ein italienischer Literaturwissenschaftler und Dichter deutscher Herkunft.

## Leben
Graf war der Sohn des Nürnberger Kaufmanns Adolf und einer Anconitanerin. 1851 musste die Familie wegen des Zusammenbruchs der Firma des Vaters nach Triest ziehen. 1856, ein Jahr nach dem Tod des Vaters, zog die Mutter Serafina Bini mit den beiden Söhnen zu ihrem Bruder nach Brăila in Rumänien. Dort veröffentlichte der knapp Vierzehnjährige unter dem Pseudonym Filarete Franchi 1861 seinen ersten Gedichtband. 1863 folgte der Umzug nach Neapel, wo er 1867 ohne regelmäßigen Schulbesuch als Externer die Reifeprüfung ablegte und dann Rechtswissenschaften an der Universität Neapel studierte. Nach der laurea 1870 praktizierte er einige Monate in einer Anwaltskanzlei, gab dann aber die Juristerei auf, betätigte sich schriftstellerisch, freundschaftlich verbunden mit Antonio Labriola, und kehrte vorübergehend nach Rumänien zurück, um in das Familiengeschäft einzutreten. 1874 kehrte er nach Italien zurück, diesmal nach Rom, wo er  sich 1875 mit einer Arbeit über Giacomo Leopardi an der Universität La Sapienza für italienische Literatur habilitierte und auch die Lehrbefähigung für letterature neolatine erhielt. 1876 wurde Graf Professor für vergleichende Literaturwissenschaft, dann auch für italienische Literatur, an der Universität in Turin, deren Rektor er von 1892 bis 1894 war. Am Samstagnachmittag hielt er öffentlich zugängliche Seminarsitzungen ab, in denen die kritischen Erstlingsarbeiten seiner Schüler, aber auch deren Dichtungen vorgestellt und diskutiert wurden. In seinen Studien widmete er sich vorwiegend den Literaturwissenschaften, da er kein ausgebildeter Philologe war. Dabei folgte er natur- und sozialwissenschaftlichen Ansätzen. Gemeinsam mit Francesco Novati und Rodolfo Renier gab er das Giornale storico della letteratura italiana seit 1883 heraus. Die Gründung der Zeitschrift ging auf eine Anfrage des Turiner Verlegers Hermann Loescher zurück, eines Großneffen von Benedikt Gotthelf Teubner, für den Graf als literarischer Berater fungierte. Loeschers Witwe Sofia Rauchenegger wurde 1893 Gattin Grafs. Dem Kreis der Turiner Sozialisten um Edmondo De Amicis, für den er regelmäßig marxistische Texte übersetzte, stand Graf nahe, allerdings in kritischer Distanz.
1888 wurde er Mitglied der Accademia delle Scienze di Torino, ab 1906 war er korrespondierendes Mitglied der Accademia dei Lincei in Rom.

## Veröffentlichungen (Auswahl)

### Lyrik
- Poesie, Brăila 1861
- Poesie e novelle, Rom 1876
- Medusa (Turin, 1880), in welcher der Dichter ergreifende Töne für den Ausdruck seiner ernsten, etwas düsteren und sozusagen nordisch angehauchten Stimmung zu finden weiß.

### Wissenschaftliche Veröffentlichungen
- Dell' epica neolatina (Rom, 1876)
- Delle origini del dramma moderno (Rom, 1876)
- Della storia letteraria e de' suoi metodi (Turin, 1877)
- Studii drammatici (Turin, 1878)
- Roma nella memoria e nelle immaginazioni del medio evo (Turin, 1882–1883, 2 Bde.)
- La leggenda del paradiso terrestre (Turin, 1879)
- Prometeo nella poesia (Turin, 1880)
- La leggenda dell' aurora (Turin, 1881).
- Il diavolo (Mailand, 1889, repr. 2006)

Aus einem Kodex der Nationalbibliothek in Turin gab er heraus: I complementi della chanson d'Huon de Bordeaux, testi francesi inediti; tratti da un codice della Biblioteca Nazionale di Torino (Halle: Niemeyer, 1878).